# Johannes Maccovius

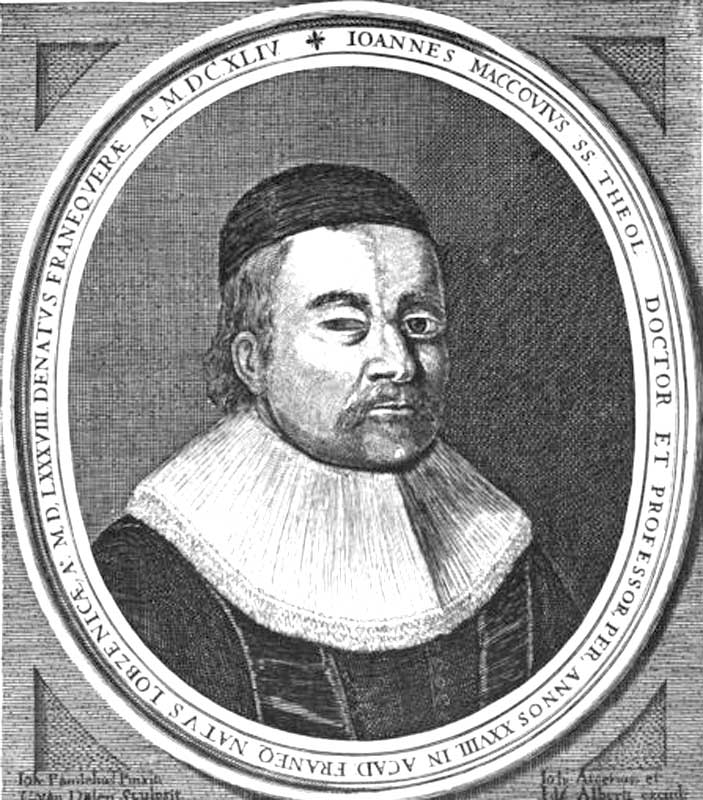
Johannes Macovius

Johann(es) Maccovius (latinisiert aus Jan Makowski, auch: Makowsky, Maslowsky; * 1588 in Lobsens, Powiat Pilski; † 24. Juni 1644 in Franeker) war ein polnischer reformierter Theologe.

## Leben
Geboren als Sohn des Samuel Makowsky und dessen Frau Magarethe Seklewska wuchs er mit drei Brüdern und einer Schwester auf. Er stammte aus einem adligen polnischen Geschlecht, das dem reformierten Glauben zugetan war. So hatte er das Gymnasium in Danzig unter der Leitung des Rektors Bartholomäus Keckermann besucht und sich dort ausgedehnten Studien der Ethik und der Philosophie gewidmet. Im Anschluss fand Maccovius in Danzig eine Beschäftigung als Lehrer des Sohnes eines Grafen.
Mit diesem Sohn besuchte er die Universitäten Prag, Heidelberg, Marburg, Leipzig, Wittenberg und Jena. Dabei hatte er sich ein umfangreiches Rüstzeug in theologischen Fragen erworben. Am 21. Oktober 1613 kam er als Erzieher zweier polnischer Barone nach Franeker. Dort promovierte er am 8. März 1614 zum Doktor der Theologie und eröffnete am 15. Juli ein Privatkollegium für Theologie, das stark frequentiert wurde.
Daher wurde er am 28. Januar 1615 zum außerordentlichen und am 16. Juni desselben Jahres zum ordentlichen Professor der Theologie und der Physik an der Universität Franeker ernannt. Mit Sibrand Lubbert und anderen Theologen geriet der orthodoxe Reformierte ständig in Streit. Dies mag maßgeblich an seiner Einführung der reformierten scholastischen Methode in die Dogmatik gelegen haben, wodurch man sich unbewusst weit von Johannes Calvin und dessen Prädestinationslehre entfernte. Man begann die Predigten zu komplizierten Gebäuden zu machen, die Lehre intellektualisierte sich, und die Bibel wurde als ein Arsenal isolierter Texte behandelt.
Lubbert bezichtigte ihn daher der Häresie. Erst auf der 1618 angesetzten Dordrechter Synode erreichte man bei den Streitigkeiten eine Einigung. Rückblickend ist anerkennenswert, dass er als erster reformierter Theologe systematisch und umfassend leistungsfähige philosophisch-wissenschaftliche Instrumente für die reformierte Orthodoxie entwickelte, ohne welche diese in einer Welt von Gegnern nicht zu behaupten gewesen wäre.

## Familie
Maccovius war drei Mal verheiratet. Seine erste Ehe ging er am 27. September 1627 mit Antje († 9. November 1633), der Tochter des Bürgermeisters von Leeuwarden Rombertus Uylenburg († 3. Juni 1624) und dessen Frau Sjukje Osinga († 17. Juni 1619), ein. Über diese Ehe wurde er 1634 Schwager des Rembrandt van Rijn. Seine zweite Ehe ging er mit einer Tochter des Medizin-Professors Raphael Clingbijl ein. Zur dritten Ehefrau nahm er Fraukje, die Tochter des Frank (Frederik) Bonnama.

## Werkauswahl
- Opuscule Philosophica Omnia. Amsterdam 1660
- Loci Communes Theologici, ex Thesibus …. Franeker 1650, Amsterdam 1658
- Johannes Maccovius Redivivus, seu Manuscripta ejus typis exscripta …. Franeker 1647, 1654
- Distinctiones & regulas theologicas ac philosophica. Genf 1661. Digitalisat in der Digitalen Bibliothek Mecklenburg-Vorpommern[5]